# Парламентские выборы на Барбадосе (1942)
Парламентские выборы на Барбадосе проходили в 26 января 1942 года для избрания 24 депутатов Палаты собрания в парламенте Барбадоса. Избирательным правом обладали только жители, преодолевшие имущественный ценз, составлявший £50.
В результате победу одержала Ассоциация выборщиков Барбадоса во главе с Джеком Уилкинсоном, получившая 15 из 24 депутатских мест

## Результаты
|                                                                    | Ассоциация выборщиков Барбадоса | 15 | - |
|                                                                    | Прогрессивная лига Барбадоса    | 4  | - |
|                                                                    | Независимые                     | 5  | - |
| Всего                                                              | Всего                           | 24 | 0 |
| Источник: Lewis Архивная копия от 8 января 2022 на Wayback Machine |                                 |    |   |